# Szymon Dzierzbicki
Szymon Dzierzbicki herbu Topór (ur. 1720 – zm. 8 sierpnia 1787) – wojewoda łęczycki w latach 1775-1787, kasztelan brzeziński w latach 1767-1775, chorąży mniejszy łęczycki w latach 1763-1767, chorąży inowłodzki w latach 1759-1763, szambelan Stanisława Augusta Poniatowskiego w 1764 roku, szambelan króla Augusta III Sasa od 1758, starosta błoński w 1773 roku.

## Życiorys
Był posłem z województwa łęczyckiego na sejm 1758 roku.
W 1759 został wybrany posłem na sejm. Był członkiem konfederacji Czartoryskich w 1764 roku. Był posłem na sejm konwokacyjny (1764) z województwa łęczyckiego. W 1764 roku podpisał elekcję Stanisława Augusta Poniatowskiego. 
Członek Komisji Wojskowej Koronnej w 1764 roku.
Przystąpił do konfederacji radomskiej w 1767 roku. W załączniku do depeszy z 2 października 1767 roku do prezydenta Kolegium Spraw Zagranicznych Imperium Rosyjskiego Nikity Panina, poseł rosyjski Nikołaj Repnin określił go jako posła właściwego dla realizacji rosyjskich planów na sejmie 1767 roku za którego odpowiada król, poseł województwa łęczyckiego na sejm 1767 roku. Brał udział w pracach komisji mieszanej do spraw przyznania praw dysydentom. Członek konfederacji 1773 roku.]Na Sejmie Rozbiorowym 1773-1775 wszedł w skład delegacji wyłonionej pod naciskiem dyplomatów trzech państw rozbiorczych, mającej przeprowadzić rozbiór. W 1775 roku wszedł w skład Rady Nieustającej. 18 września 1773 roku podpisał traktaty cesji przez Rzeczpospolitą Obojga Narodów ziem zagarniętych przez Rosję, Prusy i Austrię w I rozbiorze Polski. Członek konfederacji Andrzeja Mokronowskiego w 1776 roku. Na sejmie 1776 powołany do deputacji skarbowej litewskiej i Komisji Skarbowej Koronnej.
8 maja 1767 roku odznaczony Orderem Świętego Stanisława i 12 maja 1777 Orderem Orła Białego. W 1769 roku cesarzowa Katarzyna II udekorowała go Orderem św. Aleksandra Newskiego za działalność na rzecz równouprawnienia prawosławnych.
W czasie insurekcji kościuszkowskiej ujawniono dokumenty ambasady rosyjskiej, w których znalazły się kwity potwierdzenia odbioru przez niego od Rosjan półrocznego jurgieltu  w wysokości 750 czerwonych złotych w latach 1778, 1786 i 1787
Był wolnomularzem.
W roku 1767 poślubił Józefatę z Gomolińskich, starszą córkę Karola Gomolińskiego, wdowę po Władysławie Skarbku.